# آلیسا مائورلی
آلیسا مائورلی (ایتالیایی: Alessia Maurelli؛ زادهٔ ۲۲ اوت ۱۹۹۶) ژیمناست ریتمیک اهل ایتالیا است.